# Диплодок
Диплодо́к (Diplodocus) — рід диплодокових завроподів, ряду ящеротазових, які жили у пізньому юрському періоді, 154—152 млн років тому. Його скам'янілості вперше були виявлені у 1877 році Семюелем Уіллістоном у верхньоюрських відкладах Північної Америки.
Родова назва Dipodocus, що була запропонована Отніелем Чарльзом Маршем у 1878 році, є неолатинським терміном та походить з давногрецької означає «двоосновний» (грец. διπλόος — «подвійний» та грец. δοκός — «колода», «дишло», «основа»), що є посиланням на його двобічні шеврони хвоста.
Диплодоки є одними з найпоширеніших скам'янілостей динозаврів, знайдених у середніх та верхніх шарах формації Моррісон, наприкінці кімериджського періоду. Формація Моррісон фіксує середовище і час, в якому домінували гігантські завроподові динозаври, такі як апатозавр, барозавр, брахіозавр, бронтозавр і камаразавр. Їхні великі розміри могли бути стримуючим фактором для хижих алозаврів і цератозаврів — їхні рештки були винайдені в тих же шарах, що дозволяє припустити, що вони співіснували з диплодоками.
Диплодок — один з найбільш легко впізнаваних динозаврів, з його типовою завроподовою формою, довгою шиєю і хвостом та чотирма міцними ногами. Впродовж багатьох років це був найдовший з відомих динозаврів.

## Опис

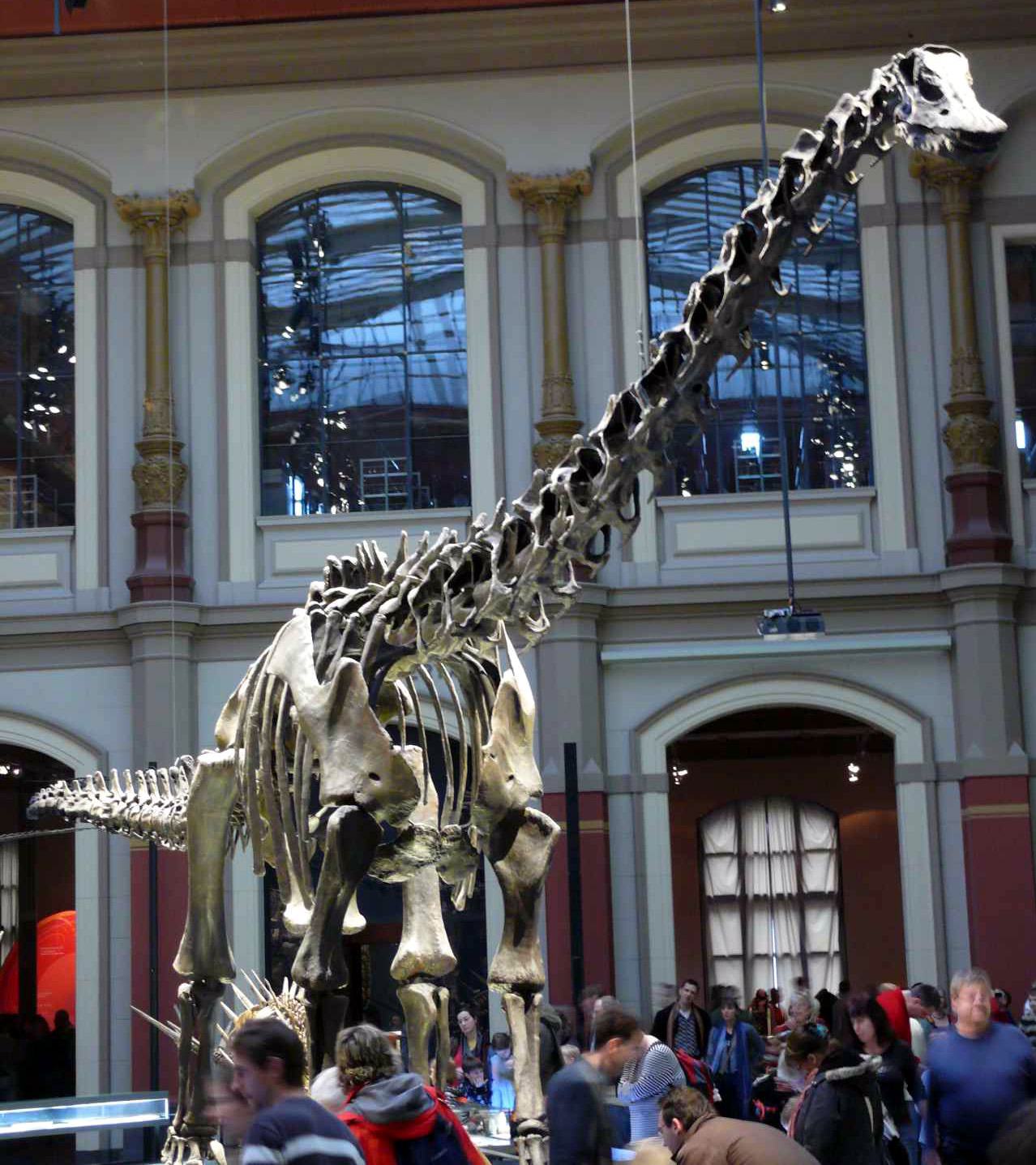
Скелет Diplodocus carnegi у Природознавчому музеї Берліна

З-поміж найвідоміших завроподів, диплодоки були дуже великими, довгошиїми, чотириногими тваринами з довгими, схожими на батоги, хвостами. Їхні передні кінцівки були трохи коротші за задні, що зумовлювало їхню переважно горизонтальну стійку. Будову скелета цих довгошиїх і довгохвостих тварин, що спиралися на чотири міцні ноги, порівнюють з будовою консольних мостів. Власне, D. carnegii на сьогодні є одним з найдовших динозаврів, відомих за повним скелетом, загальною довжиною 24—26 метрів. Сучасні оцінки маси D. carnegii, як правило, знаходяться в діапазоні 12—14,8 тонни.

Розміри Diplodocus carnegii (помаранчевий) і D. hallorum (зелений) у порівнянні з людиною

Diplodocus hallorum, відомий за частковими рештками, був ще більшим і, за оцінками, мав би масу чотирьох слонів. Вперше описаний у 1991 році, першовідкривач Девід Гіллетт підрахував, що його довжина становила 33 м. Ці підрахунки були зроблені на основі ізометричного масштабування з D. carnegii. Однак пізніше він заявив, що це малоймовірно, і оцінив його довжину в 39—45 метрів, припускаючи, що деякі особини могли мати довжину до 52 метрів і важити від 80 до 100 тонн, що робило його найдовшим з відомих динозаврів (за винятком тих, що відомі за дуже поганими рештками, таких як амфіцелія або мараапунізавр). Пізніше оціночна довжина була переглянута та зменшена до 30,5—35 м, а потім до 29—33,5 м, оскільки Гіллетт спочатку сплутав хребці 12-19 з хребцями 20-27. Оцінки ваги, засновані на переглянутій довжині, сягають 38 тонн, хоча зовсім недавно, за даними Грегорі С. Пола, 29-метровий D. hallorum важив би 23 тонни. Пізніше, у 2024 році, дослідження показало, що маса 33-метрового D. hallorum становила б лише 21 тонну, хоча дослідження припустило, що це лише середній розмір дорослої особини, а не максимальний можливий розмір тіла виду.

## Палеобіологія

### Розмноження та ріст

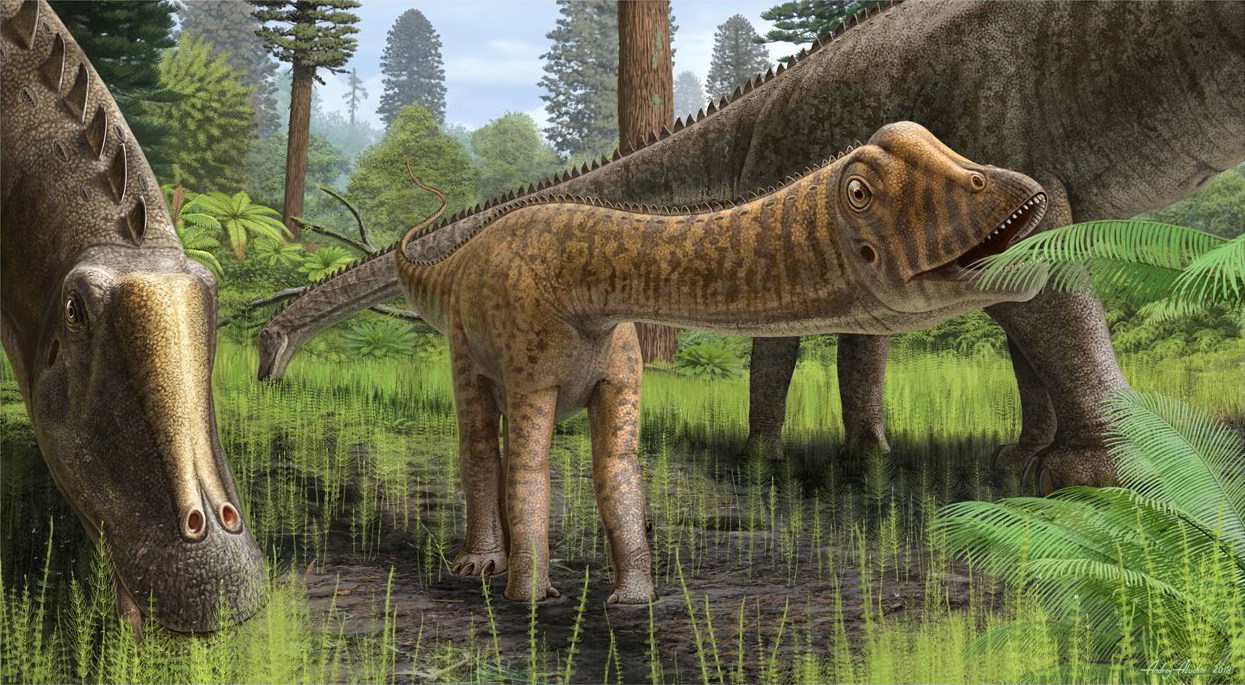
Відновлення вузьконосого дитинчати (на основі зразка «Ендрю» CMC VP14128), що годується поряд з широконосими дорослими особинами

Хоча немає жодних доказів гніздування диплодоків, були знайдені місця гніздування інших завроподів, таких як титанозавр салтазавр. Місця гніздування титанозаврів вказують на те, що вони відкладали яйця колективно на великій території в численні неглибокі ями, кожна з яких була вкрита рослинністю. Диплодок, можливо, робив так само. У документальному фільмі «Прогулянки з динозаврами» зображено маму-диплодока, яка використовує яйцеклад для відкладання яєць, але це була чиста спекуляція з боку автора документального фільму. У диплодоків та інших завроподів розмір кладок та самих яєць був напрочуд малим, як для таких великих тварин. Очевидно, це було пристосуванням для захисту від хижаків, оскільки великі яйця потребували б більшого часу для інкубації, а отже, наражалися б на більший ризик.
На основі гістологічних досліджень кісток на початку 2000-х років було зроблено припущення, що диплодоки та інші завроподи росли дуже швидко, досягаючи статевої зрілості у віці трохи більше десяти років і продовжуючи рости протягом усього життя. Однак, за оцінками дослідження 2024 року, максимальний вік смерті голотипу D. hallorum складав близько 60 років, що більш ніж на 20 років старше найстарішого з відомих зразків завроподів. Згідно з дослідженням, «він нещодавно досягнув скелетної зрілості, напередодні смерті». Це робить його одним з найстаріших відомих зразків динозаврів. Дослідження також припускає, що D. hallorum, можливо, мав відносно повільний і більш тривалий темп росту, ніж D. carnegii, оскільки останній досягав зрілості у віці лише 24—34 років.